# Hydromel
 (avril 2010).
Si vous disposez d'ouvrages ou d'articles de référence ou si vous connaissez des sites web de qualité traitant du thème abordé ici, merci de compléter l'article en donnant les références utiles à sa vérifiabilité et en les liant à la section « Notes et références ».
L'hydromel est une boisson fermentée, faite d'eau et de miel. La fermentation peut être produite par des levures endogènes (présentes dans le miel) ou exogènes (que l'on rajoute).
L'hydromel titre généralement entre 10° et 18° d'alcool.

## Histoire
Ce mot vient du latin hydromeli, lui-même issu du grec ancien ὑδρόμελι/hudrómeli dérivé de ὕδωρ/húdôr (« eau »), et μέλι/méli (« miel »). Cette boisson est l'une des premières boissons alcoolisées que l'homme ait bues. Les premières traces de production d'hydromel remontent au Ve millénaire av. J.-C. en Espagne et même à 7000 av. J.-C., en Chine. Il est notamment mentionné par Aristote en 350 av. J.-C. et abondamment par Pline l'Ancien au Ier siècle apr. J.-C.
Connu et apprécié des Grecs et des Romains pour se répandre plus tard chez les Gaulois, l’hydromel, boisson des dieux issue de la fermentation d’eau et de miel dans des proportions très variables, est plébiscité tant par les familles que par les religieux du Moyen Âge. Il reste couramment consommé en Europe jusqu'au XIXe siècle.
Dans la mythologie nordique, les Valkyries remplissent les cornes d'hydromel, durant le festin des dieux.

### Miel
Le miel donne sa couleur et sa saveur à l'hydromel. On peut utiliser tout type de miel, mais pas de miel fermenté ou d'eau de lavage d'opercule. À titre d'exemple, les miels de châtaignier ou de sarrasin sont sombres, légèrement amers et présentent des goûts prononcés (comme leurs farines); ils produisent des hydromels sombres au goût assez tranché. À l'inverse, des miels de pommiers ou de trèfles qui sont clairs, floraux et délicats produisent des hydromels clairs et apportent une finesse et une subtilité aromatique. Pour cette raison, les miels les plus utilisés sont des miels clairs : l'acacia, le trèfle, le colza ou le tournesol (goût presque indistinct).
La quantité de miel à utiliser dans le moût (mélange avant fermentation), dépend des caractéristiques finales souhaitées : le volume (ajustement des quantités par règle de trois), le taux d'alcool et la douceur de l'hydromel (sec, moelleux…).
Le taux d'alcool est imposé par la tolérance maximale des levures (à l'alcool) et/ou le sucre initialement contenu dans le moût. On a besoin de 17g/l de sucre pour produire 1° d'alcool, le moût est donc soit suffisamment sucré pour assurer le besoin des levures jusqu'à leur limite, soit pas assez et la fermentation est limitée. Il est à noter que comme 70% environ des sucres du miel sont fermentescibles, on a besoin de 24,5g/l de miel pour obtenir 1° d'alcool même si on travaille généralement avec la densité du moût.
La classification entre les hydromels se fait en fonction du sucre résiduel (sucres non fermentés) dans le produit fini, en pratique c'est la densité finale  qui permet d'estimer à l'avance (par empirisme) la douceur du breuvage.
| Type d'hydromel | Quantité de sucre résiduel | Densité finale     |
| --------------- | -------------------------- | ------------------ |
| Sec             | 0 à 10 g/L                 | 0.990 - 1.010 Kg/L |
| Demi-sec        | 10 à 20 g/L                | 1.010 - 1.025 Kg/L |
| Doux /Moelleux  | 20 à 40 g/L                | 1.025 - 1.050 Kg/L |
| Liquoreux       | 40 à 60 g/L                | 1.050 - 1.075 Kg/L |

Dans les faits, pour les hydromels du commerce, la législation applicable est identique à celle pour les vins et tient compte de la quantité de sucres résiduels contenue dans le produit à l’embouteillage.
Afin de calculer la quantité nécessaire de miel, après avoir décidé le volume de brassage, on commence par choisir une levure compatible en fonction du taux d'alcool souhaité puis on choisit le sucre résiduel en fonction de la douceur souhaité.
On peut alors, en utilisant le sucre résiduel voulu, appliquer cette formule (en grammes et litres): 
{\displaystyle M=V\times (24.5\times C_{V}+C_{m})}, avec{\displaystyle M} la masse de miel nécessaire (en g), {\displaystyle V} le volume d'hydromel souhaité (en L), {\displaystyle C_{V}} le pourcentage d'alcool par unité de volume, ou "degré", et {\displaystyle C_{m}} la concentration massique de sucre résiduel souhaitée (en g/L).
Par exemple pour un hl d'hydromel demi-sec à 12° on calcule: (12x24,5+20)x100 = 31 400 g =31,4 kg de miel.
Le miel étant un produit naturel, on peut avoir des variations, en particulier du niveau d'humidité de celui-ci. D'autre part dans le cas des mélomels les fruits vont aussi apporter du sucre dont il faut tenir compte. La mesure de la densité est donc un excellent moyen d'affiner son estimation.
Afin de calculer la quantité nécessaire de miel, on procède comme précédemment mais on choisit cette fois la densité finale en fonction de l'hydromel voulu. La formule suivante permet alors d'obtenir une densité initiale cible pour le moût: 
{\displaystyle C_{V}=131\times (D_{I}-D_{F})}, avec {\displaystyle C_{V}} le taux d'alcool, {\displaystyle D_{I}} la densité initial et {\displaystyle D_{F}} la densité finale.
On peut alors, grossièrement, faire un moût avec 70% d'eau ou 80% de jus de fruits par rapport au volume ciblé et ajouter progressivement du miel jusqu'à obtenir la densité calculée (loi de Pareto). Pour plus de finesse, on peut résoudre le système linéaire suivant : 
{\displaystyle V=V_{M}+V_{L}}
{\displaystyle D_{I}\times V=D_{M}\times V_{M}+D_{L}\times V_{L}}
Avec {\displaystyle V}, {\displaystyle V_{M}} et {\displaystyle V_{L}} les volumes respectifs du moût, du miel et des autres liquides (en L)  
et {\displaystyle D_{I}}, {\displaystyle D_{M}} et {\displaystyle D_{L}} les densités respectives du moût, du miel (~1,43 Kg/L) et des autres liquides.
(À l'aide d'un densimètre vinicole, d'un mustimètre, d'un melimustimètre, ou d'un réfractomètre, on peut mesurer la densité du liquide à température donnée (généralement 20 °C).
Par exemple, pour un hectolitre d'hydromel ou de cyser à 14° très doux ({\displaystyle D_{F}\approx 1.025}). On trouve une densité de moût proche de 1.132 kg/L. On peut alors prendre une base de 70L d'eau ou 80L de jus de pomme et ajouter du miel progressivement jusqu'à atteindre la bonne densité (en pratique on en ajoutera moins pour le cyser).
Dans le cas de l'hydromel, on prend {\displaystyle D_{L}=1} (c'est de l'eau). Le calcul donne ~30,7 L de miel, qu'on peut multiplier par la densité moyenne du miel (1.43 kg/L) pour avoir un résultat en kg.
Dans le cas du cyser, en prenant un jus de pomme de densité {\displaystyle D_{L}=1.05}. le calcul donne ~21,6 L de miel.
Il n'est cependant pas nécessaire d'être aussi rigoureux quant à la quantité de miel. Une approximation est suffisante, mais la précision permettra de reproduire ou non un hydromel similaire au précédent.

### Eau
L'eau est une des composantes les plus importantes dans la fabrication de bière et d’hydromel. La pollution des approvisionnements en eau étant de plus en plus préoccupante pour les brasseurs, ces derniers attachent une attention toute particulière à sa qualité. Elle doit, avant tout, répondre aux normes fixées par l'OMS. Cependant, la composition de l'eau est variable, on peut y trouver une grande diversité d'ions en différentes proportions. La densité de certains de ces ions peut influer plus ou moins sensiblement sur le déroulement de certaines étapes de la fermentation. Par exemple, la présence d'ions NO3– est néfaste au travail des levures. À contrario, les ions Ca2+ y sont propices. Certains ions influencent également le goût définitif de la boisson (Na+, SO42−, etc.).
Pour éviter les éventuels désagréments tout en favorisant d'autres paramètres, l'eau peut être traitée de différentes manières :
- neutralisation par acides ;
- ajout de sulfate ou chlorure (Cl–, SO42−) ;
- décarbonatation (addition de chaux, décantation, filtration ou précipitation des carbonates par chauffage) ;
- traitement bactériologique (filtre à charbon actif) ;
- avec des résines ;
- osmose inverse ;
- électrolyse…

L'eau à utiliser doit être pure et non chlorée, l'eau du robinet généralement à proscrire. On préfèrera de l'eau de source. Il est intéressant de connaitre les caractéristiques de l'eau que l'on utilise (dureté, teneur en minéraux, pH…).
Le calcul de la quantité d'eau à utiliser est bien plus simple que celui du miel : on remplit à moitié la cuve que l'on utilise, on y incorpore le miel et on complète en fonction. (Attention à ne pas remplir à ras bord la cuve, un creux (espace d'air entre la surface du moût et le couvercle de la cuve) est nécessaire (environ 5 à 10 % du volume total). En effet la fermentation produit des gaz et de la mousse qui risquent de faire déborder la cuve.

### Levures
L'utilisation des levures exogènes (apportées par le brasseur) est facultative. En effet le miel comporte ses propres levures (endogènes) en particulier dans les particules de pollen contenues dans celui-ci. On peut également ajouter les rayons vidés de leur miel afin d'ajouter plus d'éléments susceptibles de contenir ces levures. Cependant, la qualité de ces levures est aléatoire et la concurrence pour l'occupation du milieu dont dépend une bonne fermentation . Afin de mieux contrôler cette fermentation on peut donc introduire des levures choisies par le brasseur. Pour ce faire on prendra soin de stériliser le moût (voir également le chapitre traitant de la mise en fermentation) afin de supprimer les micro-organismes endogènes qui risquent de faire concurrence au levures introduites. Puis on introduit un pied de cuve (ou levain) au moût.
Si on choisit l'introduction de levures exogènes, il est nécessaire de choisir celle-ci. En effet des levures utilisées dépendent différents résultats : 
- La température de fermentation ;
- Le taux d'alcool souhaité (chaque levure supporte un taux d'alcool maximum) ;
- Le type d'hydromel (sec, doux…) ;
- Les arômes souhaités (chaque levure a tendance à produire des esters (composés volatils) particuliers, tels que les arômes fruités, arôme banane ou beaucoup d'autres…). En effet chaque levure a ses propriétés propres, indiquées par le fabricant.

Différents types de conditionnement sont généralement proposés : 
- Les LSA, levures sèches actives, à réhydrater dans une solution sucrée selon les indications du fabricant. Elles présentent l'avantage de se conserver longtemps ;
- Les levures liquides peuvent s'introduire directement dans le pied de cuve mais se conservent moins longtemps. Certains considèrent qu'elles sont de meilleure qualité ;
- On peut également congeler une partie du pied de cuve pour l'introduire ultérieurement dans celui de la prochaine cuvée si le résultat de la fermentation était satisfaisant.

Concernant le choix de la levure, il dépend du brasseur. On conseille cependant une levure à chablis pour un hydromel sec, une levure à sauternes pour un hydromel plus doux. Certains fabricants proposent également des levures à hydromel, sec ou doux. Néanmoins, tout type de levure est potentiellement valable selon le choix du brasseur.

## Additifs

### Sels nourriciers
Les levures ont en plus du sucre besoin de nutriments :
- Eau		        68 %
- Matières azotées  	13,3
- Matières grasses	0,9
- Matières amylacées	14,1
- Cellulose		1,75
- Acides organiques	0,34
- Matières minérales	1,77
- Acides
- Chlore
- Potasse
- Soude
- Magnésie
- Divers

L'ajout de sels nourriciers est indispensable car contrairement au raisin ou à la pomme, le miel ne contient pas les éléments minéraux nécessaires à la fermentation. On peut trouver des mélanges prêts à l'emploi chez les spécialistes. Dans ce cas, la quantité de sels nécessaire est fournie par le fabricant. Pour ceux qui souhaitent faire leur mélange eux-mêmes, il existe diverses recettes mais voici une des plus simples : Par litre de moût : Acide tartrique (1,5 g), bitartrate de potassium (1 g), phosphate d'ammonium (1 g).
Les adjuvants cités précédemment n'étaient en aucun cas utilisés avant la fin du XIXe siècle. Il s'agit d'une sorte de tricherie industrielle moderne pour optimiser le rendement et le titrage d'alcool, chose que ne pouvaient faire les anciens, qui n'utilisaient que des ingrédients et nutriments naturels, s'exposant ainsi à de nombreux échecs inévitables.
De plus, il n'y a malheureusement aucune recette complète concernant la production d'hydromel au cours de l'antiquité et du bas Moyen Âge.

### Sulfites
Ce sont des produits chimiques dérivés du soufre (généralement par combustion de celui-ci). À la fois antiseptiques et antioxydants, ils permettent la désinfection du matériel et évitent la multiplication de bactéries et levures sauvages dans le moût. Ils permettent également d'arrêter la fermentation (voir fin de fermentation). Ils sont généralement ajoutés sous la forme de métabisulfite de sodium ou de métabisulfite de potassium. On constate qu'à un pH de 4, il faut ajouter dix fois plus de sulfites qu'à un pH de 3.

### Tanins
Généralement d'origine végétale (écorce de chêne, châtaignier…), ils ont plusieurs rôles à jouer :
- contribuer au corps de la boisson.
- favoriser la clarification (voir collage).
- Favoriser le vieillissement et augmenter la durée de vie du produit.

### Législation française
Différents produits peuvent être introduits dans le moût. Certains sont indispensables, d'autres facultatifs. Néanmoins, seuls les produits spécifiés par la loi sont autorisés dans l'hydromel.
- Afin de réguler le pH : 
  - Acide tartrique ou acide citrique purs, à la dose totale maximum de 250 grammes par hectolitre
- Afin de fournir aux levures les minéraux nécessaires à leur développement :
  - Phosphate d'ammoniaque cristallisé pur, phosphate bicalcique pur, dans la mesure indispensable pour permettre une fermentation régulière
  - Bitartrate de potasse à la dose maximum de 25 grammes par hectolitre
  - Des sels nourriciers (mélanges prè-dosés) sont également disponibles dans le commerce.
- Pour la clarification et le collage : 
  - Clarifiants consacrés par l'usage, tels que l'albumine pure, le sang frais, la caséine pure, la gélatine pure ou la colle de poisson
  - Du tanin dans la mesure indispensable pour effectuer le collage au moyen des albumines ou de la gélatine ;
- Pour stériliser le moût ou arrêter la fermentation : 
  - Anhydride sulfureux pur provenant de la combustion du soufre et bisulfites alcalins cristallisés purs, à la double condition que l'hydromel ne retienne pas plus de 100 mg d'anhydride sulfureux libre ou combiné, par litre, et que l'emploi des bisulfites alcalins soit limité à 10 grammes par hectolitre. On utilise généralement du métabisulfite de potassium.
- Coloration :
  - Orseille (E121, interdite en Europe) ou cochenille (E120).

La régulation du pH est indispensable pour une bonne fermentation (pH 3,4).
Les sels nourriciers sont indispensables.
Les clarifiants et sulfites sont facultatifs, selon la technique utilisée (voir mise en fermentation et fin de fermentation).
Les colorants sont facultatifs.

## Élaboration

### Pied de cuve
Un pied de cuve (ou levain) est une préparation destinée à ensemencer de levure le moût. Il doit être au moins égal à 5 % du volume total. Pour le faire, on prépare une solution de miel (50 % miel / 50 % eau) que l'on fait bouillir afin de la stériliser. Après refroidissement, on introduit les levures, réhydratées le cas échéant, ainsi qu'un peu de sels nourriciers. Une réaction de fermentation se produit, il faut donc prévoir un creux suffisant pour permettre les dégagements gazeux et la mousse produits. Le pied de cuve est prêt au bout de 4 à 5 jours, et peut alors être introduit au moût.
Si la quantité de levure est insuffisante par rapport à la quantité de moût à ensemencer, on peut inséminer un second pied de cuve plus important avec le premier. Il faut également tenir compte des quantités de miel et de sels du pied de cuve dans le calcul des proportions du moût.

### Mise en fermentation
Une fois le pied de cuve préparé, il faut s'occuper du moût.
Pour ce faire on mélange le miel légèrement chauffé (le moins possible, cela le dégrade, ne pas dépasser 40 °C) à la moitié de l'eau prévue (l'eau pourra être stérilisée par ébullition). La quantité de miel à ajouter est à calculer selon la formule pré-citée ici. On complète ensuite avec le reste de l'eau jusqu'à atteindre le volume souhaité (tenir compte du volume du pied de cuve à ajouter par la suite). Il faut prévoir un creux d'au moins 10 % du volume total au-dessus du niveau du liquide. Après avoir contrôlé le pH on l'abaissera à l'aide d'acide tartrique ou citrique jusqu'à un pH de 3,4.
Si on souhaite utiliser des levures exogènes (cf levures) il est préférable de stériliser le moût. Pour ce faire, on a le choix entre plusieurs méthodes : 
- Thermique : On porte le moût à ébullition afin de tuer tout micro-organisme. Cependant cette technique altère le miel en le chauffant, fait perdre une partie de son arôme et produit des HMF, donnant un goût caramélisé. On peut également utiliser la technique de la pasteurisation, afin de ne pas altérer le miel, mais celle-ci nécessite du matériel.
- Chimique : On utilise des sulfites afin de tuer les micro-organismes, à hauteur de 5 g de métabisulfite de potassium par hl. Bien que largement répandue (surtout en arrêt de fermentation en viticulture), cette technique est critiquée car les sulfites seraient responsable de maux de tête.
- Mécanique : La micro filtration (un micromètre) permet de supprimer les pollens et leur amertume en plus des micro-organismes sans ajout de produit chimique et en gardant tout son arôme au miel. Elle nécessite cependant du matériel.

Une fois le moût stérilisé et refroidi (environ 20 °C), on y introduit, dans la cuve de fermentation, le pied de cuve préalablement préparé ainsi que les sels nourriciers. Une fois le moût ensemencé, on ferme la cuve de fermentation en ayant soin de placer une bonde, et on laisse cette cuve dans un endroit ventilé à température contrôlée (généralement 20 à 24 °C selon les indications du fournisseur des levures).

### Suivi de fermentation
Pendant les premiers jours de fermentation, une intense activité aura lieu, visible aux importants dégagements gazeux. Celle-ci ira en diminuant par la suite. Dans ces premiers jours de fermentation il est conseillé d'oxygéner le moût en soutirant (au seau ou à la pompe) un tiers du moût par jour au niveau du bas de la cuve et de le reverser en haut, afin de favoriser le développement des levures. Pour les petites quantités ou peut se contenter de secouer la bonbonne. Il faut maintenir une température la plus régulière possible, les à-coups perturbant le travail des levures. Un contrôle quotidien ou du moins régulier de la densité permet de tracer un graphique de celle-ci en fonction des jours. On obtient une courbe descendante qui doit être la plus régulière possible. On peut accélérer ou ralentir cette courbe en augmentant ou abaissant la température, en sachant que plus la fermentation est lente et régulière, plus l'hydromel pourra développer des arômes.

### Fin de fermentation
La fermentation peut s'arrêter d'elle-même pour plusieurs raisons, prévues ou non par le brasseur: 
- Température trop basse
- Déficience en minéraux
- Déficience en sucre
- Taux d'alcool trop important pour les levures présentes.

Les deux premières causes sont involontaires et aisément arrangeables. Néanmoins, chaque accident de fermentation fait baisser la qualité de l'hydromel. Si les deux autres causes sont accidentelles et imprévues, il faut y remédier en rajoutant du miel ou des levures plus résistantes. Néanmoins, certains brasseurs calculent la quantité de miel et choisissent leur levures en fonction de l'arrêt qu'il souhaitent. Si on veut un hydromel à 12° très sec, par exemple, il suffit d'introduire des levures capables de survivre à 12,5° ou plus, et celles-ci arrêteront de transformer le sucre quand il n'y en aura plus. De la même manière, si on veut un hydromel à 12° très doux, on introduit des levures qui mourront à ce titrage en prévoyant une quantité de miel supérieure à celle qui pourra être transformée. Certains calculent la quantité de miel nécessaire à un certain titrage alcoolique, attendant que la fermentation s'arrête d'elle-même, puis ajoutent du miel en fonction de la quantité de sucre résiduel qu'ils veulent obtenir (après avoir stérilisé leur hydromel, sans quoi la fermentation reprendrait après l'adjonction du miel). Cette méthode n'est pas très orthodoxe mais permet de faire différents hydromels à partir de la même cuve.
Si on veut arrêter la fermentation soi-même, il faut stériliser l'hydromel (notez que l'on ne parle plus de moût). pour cela il existe de nouveau différents moyens semblables à la stérilisation du moût : 
- Chimique : On recourt de nouveau aux sulfites (dans la limite des doses autorisées par la législation, en tenant compte que les apports totaux ne peuvent dépasser 10 gr/Hl). Il est à noter que le sulfitage (technique de pratique courante en œnologie) n’est pas sans danger sur la consommation humaine, les sulfites étant considérés comme allergènes et leur présence soumise à mention sur l’étiquetage.
- Mécanique : La filtration semble être la solution la plus adaptée, car en passant par différents filtres de plus en plus fins pour arriver au micromètre, on élimine toutes les substances solides (levures, pollen, protéines diverses…) qui troublent l'hydromel. Elle permet donc d'éviter les opérations de soutirage et de collage. Elle nécessite cependant du matériel.
- Thermique : On peut utiliser la technique de la pasteurisation, mais celle-ci nécessite du matériel. On peut également chauffer l'hydromel afin de tuer les levures, mais cela est fortement déconseillé si on veut garder les arômes du produit. Un refroidissement important est par contre possible pour arrêter le travail des levures, en vue d'une filtration ou autre, mais celles-ci reprendront le travail dès que la température augmentera à nouveau. Cela peut cependant avoir son utilité si on doit attendre quelques jours pour s'occuper du produit.

### Soutirage
Le soutirage est une opération consistant à prélever l'hydromel sans prélever la lie (levures mortes et impuretés gisant au fond de la cuve). Il se pratique par siphon ou par un robinet placé plus haut que le bas de la cuve. Il faut être très délicat durant cette opération et il faut souvent la répéter plusieurs fois. Cela permet d'éclaircir l'hydromel et le rendre plus limpide en lui ôtant ses impuretés.

### Collage
Le collage permet de se débarrasser des dernières impuretés en suspension dans le produit. Il n'est pas nécessaire car en général, le temps suffit à faire précipiter les impuretés, et seul le soutirage s'impose. Cependant pour gagner du temps on pratique le collage. Il se réalise par adjonction d'un floculant dans l'hydromel. Il nécessite également la présence de tanin, donnant du goût et de la couleur au produit.
Quelques clarifiants : 
- Blanc d'œuf (albumine) : 1 à 2 par hl + 1 g de tanin / blanc d'œuf
- Colle de poisson : 12 à 15 g/hl + 0,5 g de tanin par g de colle
- Gélatine : 12 à 15 g/hl + 0,8 g de tanin par g de gélatine

Il existe également des floculants dans le commerce.

### Élevage
L'élevage de l'hydromel est une étape indispensable à la qualité du produit. En effet, ce n'est qu'au bout de quelques mois qu'il développe pleinement ses arômes. Si la conservation en bouteille est faisable, on lui préfère souvent le vieillissement en fût de bois. L'utilisation du chêne ou du châtaignier augmente le tanin de la boisson. Le tanin a des propriétés de conservateur, et ajoute du goût et de la coloration. Les fûts de ces bois sont donc déconseillés pour les hydromels clairs et au goût fin, mais rajoutent du corps aux hydromels au goût prononcé.

## Produits dérivés

### Méthode champenoise
On peut produire un hydromel gazeux ou hydromel pétillant grâce à la méthode champenoise. Celle-ci consiste à faire fermenter l'hydromel en bouteille (par adjonction d'une liqueur d'expédition : solution de eau et de miel + levures). On doit pour cela utiliser des bouteilles à champagne (résistantes à la pression) que l'on remplit de l'hydromel réensemencé. Ces bouteilles sont temporairement bouchées à l'aide de bouchons plastiques spéciaux (dont le centre est creux), puis muselées. Les bouteilles sont placées sur un pupitre incliné, goulot vers le bas. Chaque jour, on fera effectuer un quart de tour légèrement brutal à la bouteille. Le choc a pour effet de faire tomber les lies au fond, c'est-à-dire dans le creux du bouchon.
À la fin de la refermentation, les bouchons contiennent toutes les lies et on peut les enlever. Pour cela il existe deux techniques : 
- Mécanique : On démusèle la bouteille, puis on ôte rapidement le bouchon temporaire que l'on remplace par le bouchon en liège définitif. Cette méthode nécessite une grande habileté si on ne veut pas de débordement (et donc de perte) trop important.
- Thermique : On congèle le haut du goulot (quelques centimètres) à l'aide d'azote liquide. Il se forme un bouchon de glace conique qui empêche tout débordement et il est alors aisé de retirer les bouchons temporaires et de les remplacer par des bouchons en liège.

Il est nécessaire de museler les bouchons.

### Vinaigre
Pour faire du vinaigre à partir de l'hydromel, il suffit de prélever de l'hydromel et d'ajouter une mère de vinaigre, au bout d'un mois, un vinaigre sucré est disponible.

### Composition[8]
- Braggot (également appelé bière de miel): Traditionnellement brassé à base de miel et de houblon, puis à base de miel et de malt (avec ou sans houblon)
- Black mead (Hydromel noir) : Boisson fermentée à base de miel et de cassis
- Chouchen : Boisson traditionnelle bretonne fermentée à base de miel et de pomme (généralement du moût de pomme ou du cidre).
- Cyser (également appelé cidromel): Boisson fermentée à base de miel et de jus de pomme.
- Melomel ou fructimel : Nom générique pour les boissons fermentées à base de fruits[9].
- Morat : Boisson fermentée à base de miel et de mûres
- Mulsum : Boisson obtenue par le mélange de miel et d'un vin fortement alcoolisé
- Omphacomel : Boisson médiévale fermentée à partir de miel et de verjus (jus de raisin n'ayant pas mûri). Peut se rapprocher de l'œnomel.
- Oxymel : Boisson médiévale à base de miel et de vinaigre de vin
- Œnomel : Boisson fermentée à base de moût de raisin et de miel
- Neu Met : Hydromel pétillant et acidulé. parfois légèrement vinaigré

### Hydromels parfumés
- Capsicumel : hydromel parfumé au piment (du latin Capsicum, piment).
- Metheglin : hydromel auquel on a ajouté des herbes ou des épices, telles que le gingembre, le thé, le zeste d'orange, la noix de muscade, la graine de coriandre, la cannelle, le girofle ou la vanille. Ce nom indique que les metheglins étaient autrefois utilisés dans la médecine populaire (du gallois meddyg : soigner, et llyn : liqueur).
- Rhodomel : hydromel parfumé aux pétales, à l'essence de rose, ou au cynorrhodon

### Origine géographique
- Mjød et Mjöd : hydromel scandinave respectivement de Norvège et de Suède. Il existe également au Danemark. Il est traditionnellement parfumé à la reine-des-prés ('mjødurt' en norvégien, littéralement « fleur à hydromel ») .
- Pitarrilla : boisson rituelle maya légèrement toxique à base de miel et d'écorce de balché (ref. nécessaire)
- Hydromels polonais (miód pitny) : 
  - Czwórniak : brassé en utilisant une part de miel pour trois parts d'eau
  - Trójniak : brassé en utilisant une part de miel pour deux parts d'eau
  - Dwójniak : brassé en utilisant une part de miel pour une part d'eau
  - Półtorak : brassé en utilisant deux parts de miel pour une part d'eau
- Chouchen : boisson traditionnelle bretonne, le chouchen est brassé à partir de miel et d'eau. C'est donc un hydromel mais avec un ancrage très culturel et druidique. Souvent on diffère le chouchen avec l'hydromel par le fait d'injonction de jus de pomme. Le jus de pomme, ou plus précisément le moût de pomme, était utilisé seulement comme levure pour lancer la fermentation.
- Chufere : boisson traditionnelle bretonne, le chufere est brassé à partir de miel et de cidre, qui approche les 8 ou 9° d'alcool.
- Sima : variété finlandaise agrémentée de citron et associée au festival de vappu.
- T’edj : hydromel éthiopien brassé en ajoutant du gesho (nerprun) sans adjonction de levures exogènes. Les recettes varient d'une famille à l'autre.
- Gverc : hydromel croate préparé, entre autres à Samobor. Le terme gverc ou gvirc est d'origine allemande (Gewürze : épices), et fait référence aux nombreuses épices ajoutées.
- Medica : hydromel slovène.
- Medovina : nom tchèque, serbe, croate, bulgare, et slovaque de l'hydromel.
- Medovukha : variante slave
- Mied : hydromel roumain

## Fabulations
De nombreux mythes courent sur l'hydromel, comme la légende de l'hydromel tueur. On s'accorde à penser qu'une mauvaise fermentation est à l'origine de ces histoires. En effet la production de méthanol lors de la fermentation est toujours possible, et celui-ci est toxique.
On prétend également que l'on introduit des abeilles ou des dards dans la bouteille ou lors de la fermentation, avec des effets divers selon le narrateur (aphrodisiaque, hallucinogène, amplificateur de l'effet de l'alcool, coup de bâton derrière la nuque…). Il est également bon de préciser que l'hydromel titre au mieux 18° et se conserve de fait relativement mal (cf. vers à bois dans le mezcal ou vipère dans l'alcool de serpent asiatique ou son équivalent grec). Le chouchen, version bretonne de l'hydromel, contenait à l'origine du venin d'abeille ajouté extemporanément. En raison de risques allergisants, cette pratique n'a plus lieu avec les productions actuelles.

## Lune de miel
La conception de la lune de miel remonte à une vieille tradition de fêter les noces en consommant de l'hydromel. Ce terme date de l'époque babylonienne. Il serait aussi question d'une ancienne tradition germanique qui consistait à ce que le couple ne boive que de l'hydromel pendant les trente jours suivant le mariage.

## Définitions
- Creux : Espace prévu entre la surface du moût et la bonde, permettant les dégagements gazeux et la mousse lors de la fermentation et évitant ainsi tout débordement (volume du creux : environ 10 % du volume total).
- Cuve de fermentation : Nom pour tout contenant pouvant être fermé hermétiquement par un couvercle ou bouchon muni d'une bonde. Les cuves de fermentation sont généralement en plastique alimentaire, résine, inox, verre (bonbonne), voire en bois (déconseillé).
- Bonde : Dispositif basé sur le principe du siphon qui permet de laisser sortir les gaz sans laisser entrer l'air chargé d'impuretés. Cela peut se simplifier en un tuyau plongeant dans de l'eau ou de l'alcool.
- Sels nourriciers : Mélange des minéraux nécessaires à la vie des levures. On peut faire le mélange soi-même ou le trouver prêt à l'emploi
- Sulfites : Nom général donné aux produits chimiques à base de soufre permettant la stérilisation des moût ou des alcools. On utilise généralement du métabisulfite de potassium.

## Recettes

### Hydromel aux épices oumetheglin
Le metheglin s'obtient par l'ébullition de miel d'abeille (par exemple 6 kg), qui est écumé puis recouvert de 15 L d'eau. De la poudre de gingembre (25 g), de cardamome (15 g), et de cannelle 15 g sont ajoutés. Le mélange est ensuite bouilli jusqu'à réduction d'environ 1/4. Deux cuillerées de levure de bière sont ajoutées après tiédissement, et le mélange est ensuite laissé à reposer 12 h. Le produit final est ensuite transvasé dans un tonnelet et mis à fermenter.
Cette recette est présentée dans le livre de Bernard Werber, La Révolution des fourmis.

## Règlementation en France
En France, la réglementation définit l'hydromel comme une boisson fermentée exclusivement à base de miel et d'eau potable. Les levures ajoutées doivent être des levures à bière, à cidre ou à vin (Saccharomyces cerevisiae ou Saccharomyces bayanus). Certains produits peuvent être ajoutés comme des sels minéraux nécessaires aux levures (le miel en contient très peu), des sulfites pour arrêter la fermentation, des colorants ou autres.
Les boissons obtenues qui ne respectent pas ces conditions n'ont pas le droit de porter l'appellation « hydromel ». On peut néanmoins les brasser (et obtenir d'excellents résultats), et les commercialiser sous un nom différent, et en changeant par conséquent de régime fiscal. Les pieds de cuves à base de moût de fruit (raisin, pomme…) ou adjonction d'épices sont par exemple autorisés si on ne les nomme pas « hydromel ». Toute autre appellation est donc autorisée.